# Роза 'Весенняя Заря'
Роза 'Весенняя Заря' — сорт роз класса шрабы, полуплетистые розы, плетистые крупноцветковые розы. Декоративное садовое растение.

## Биологическое описание
Кусты мощные, высокие (до 3,5—4 м), побеги прямостоячие, прочные, слегка изгибаются на концах.
Листья тёмно-зелёные, глянцевые, средних размеров (11—13 × 8—9 см), листочков 5—7.
Цветки яркие, насыщенно-розовые, махровые, чашевидные, одиночные или в соцветиях по 2—5(9) (согласно другому источнику: одиночные, или в соцветиях по 3). Диаметр цветка до 9 см, продолжительность цветения одного цветка 17—19 дней, соцветия — 19—22 дня, куста — 25—30 дней. Цветение однократное, но очень обильное. В Никитском ботаническом саду цветёт с конца мая до конца июня.
Лепестков до 45.
Аромат слабый.

## В культуре
Сорт устойчив к болезням и вредителям. Цветки устойчивы к выгоранию и неблагоприятным метеорологическим условиям. В зависимости от степени обрезки может выращиваться без опоры или на высоких опорах различного типа.